# Rosental (Leipzig)

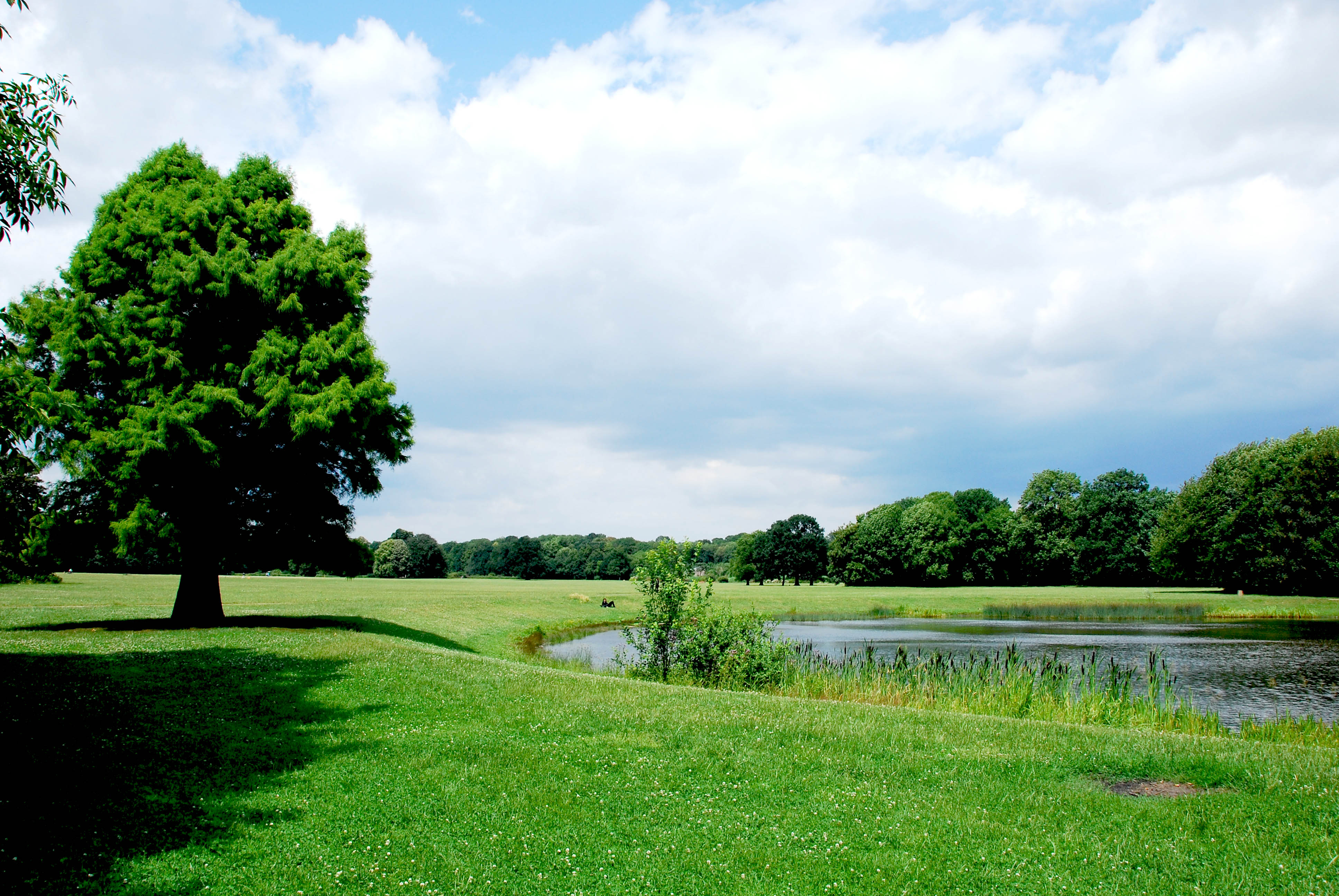
Der innerstädtische Leipziger Landschaftspark Rosental

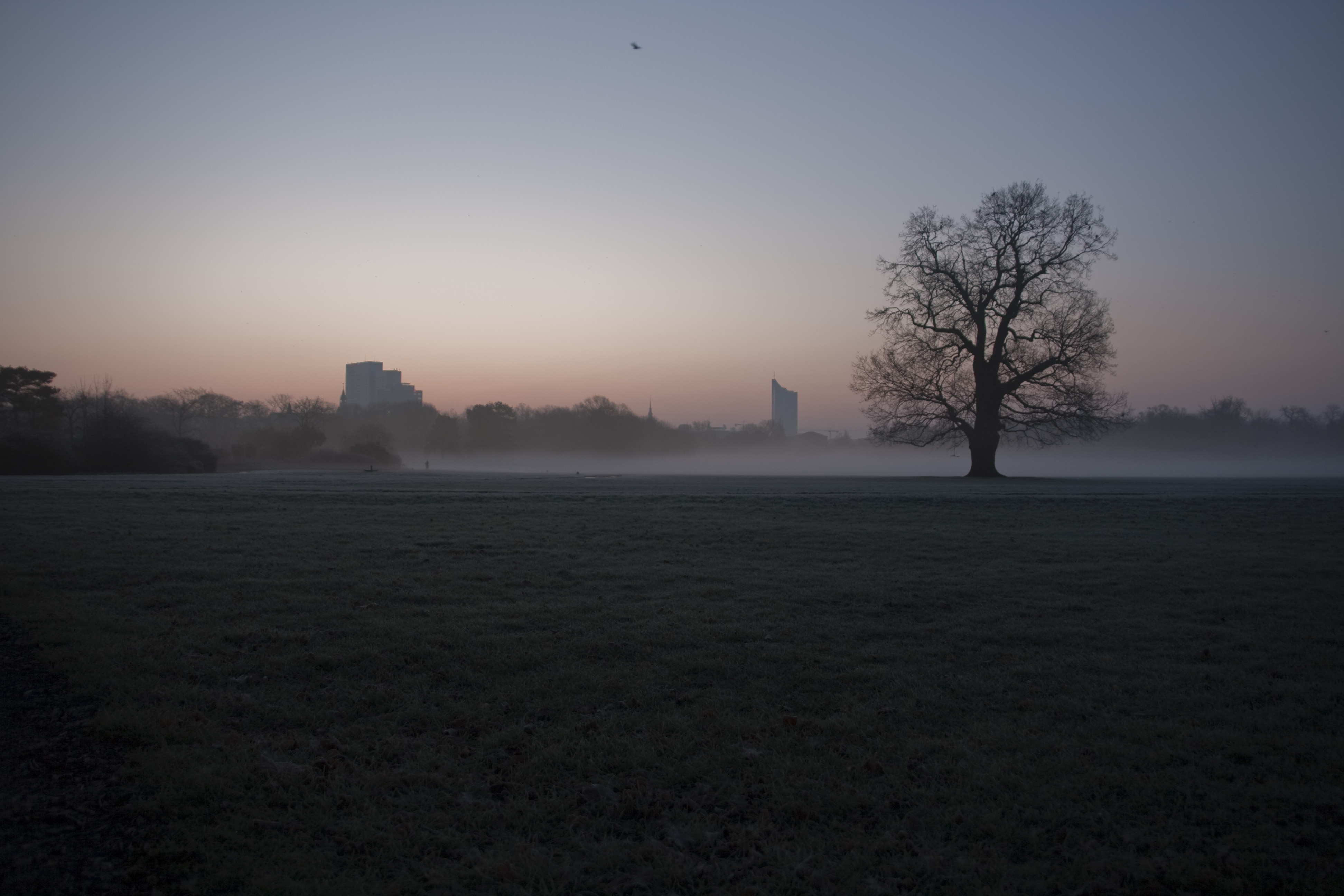
Blick über die Große Wiese in Richtung Stadtzentrum.

Das Rosental ist ein 118 Hektar großer, parkartiger Teil des nördlichen Leipziger Auenwaldes. Es wird begrenzt durch den Elstermühlgraben im Süden und Westen, die Parthe im Norden und den Leipziger Zoo im Osten.

## Geschichte

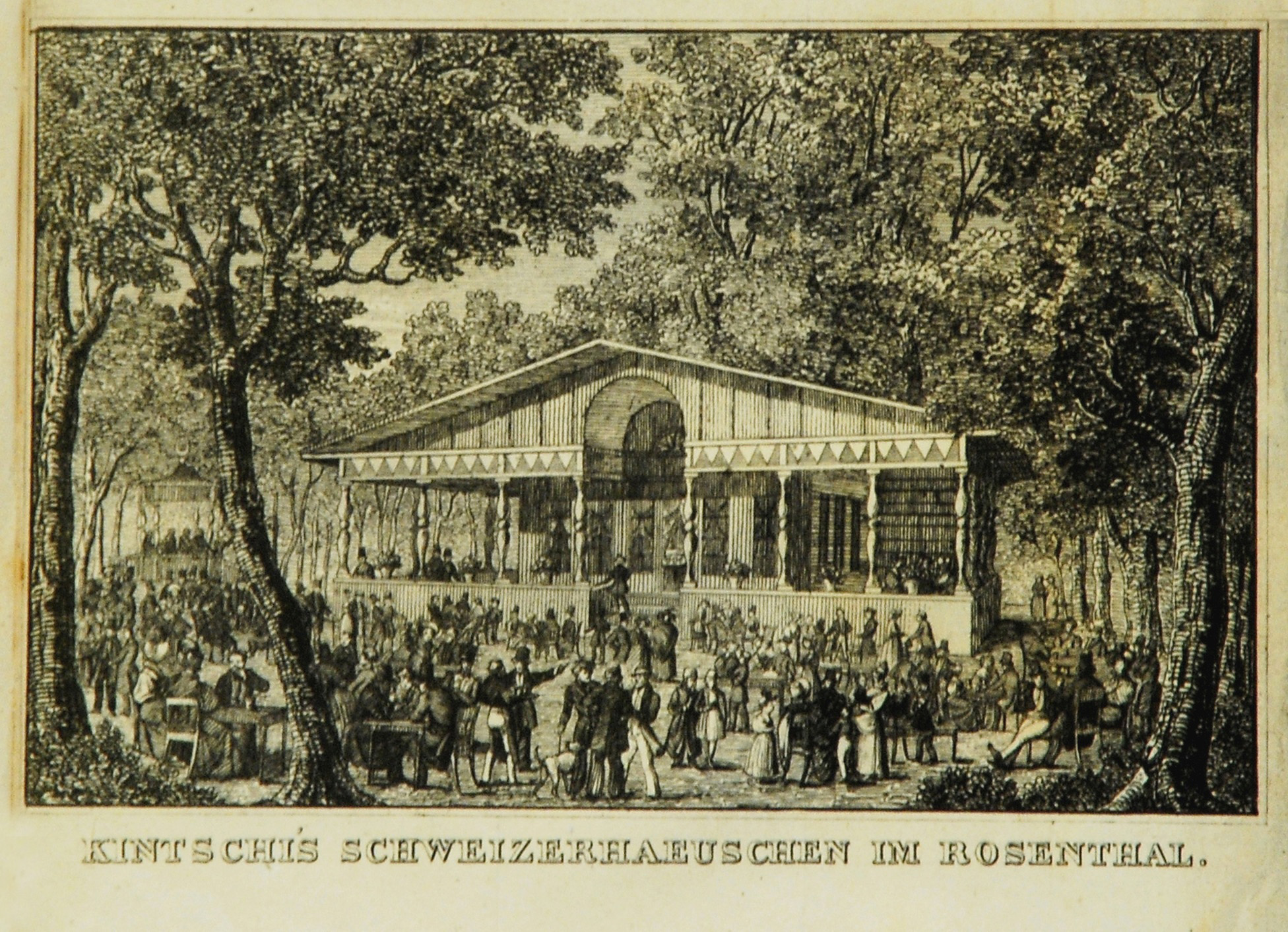
Das „Schweizerhäuschen“ im Rosental um 1839.

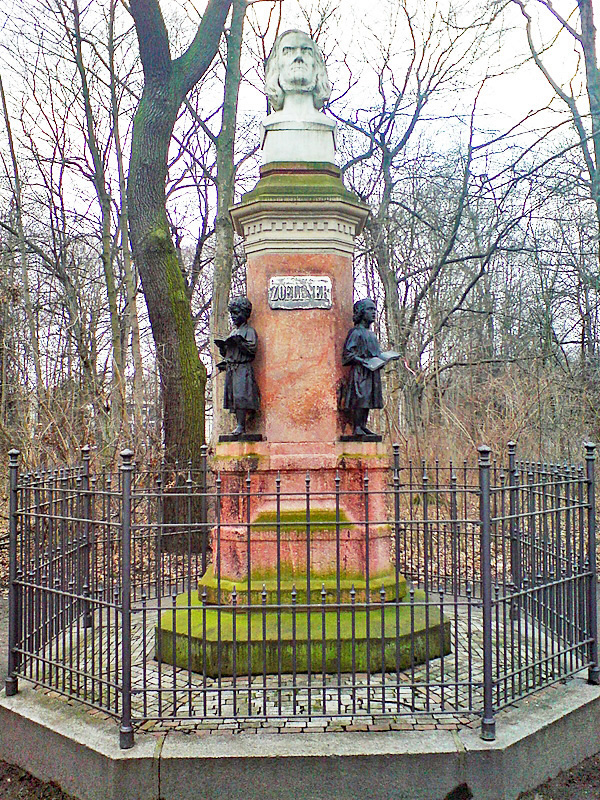
Carl-Friedrich-Zöllner-Denkmal von Bildhauer Hermann Knaur (1868)

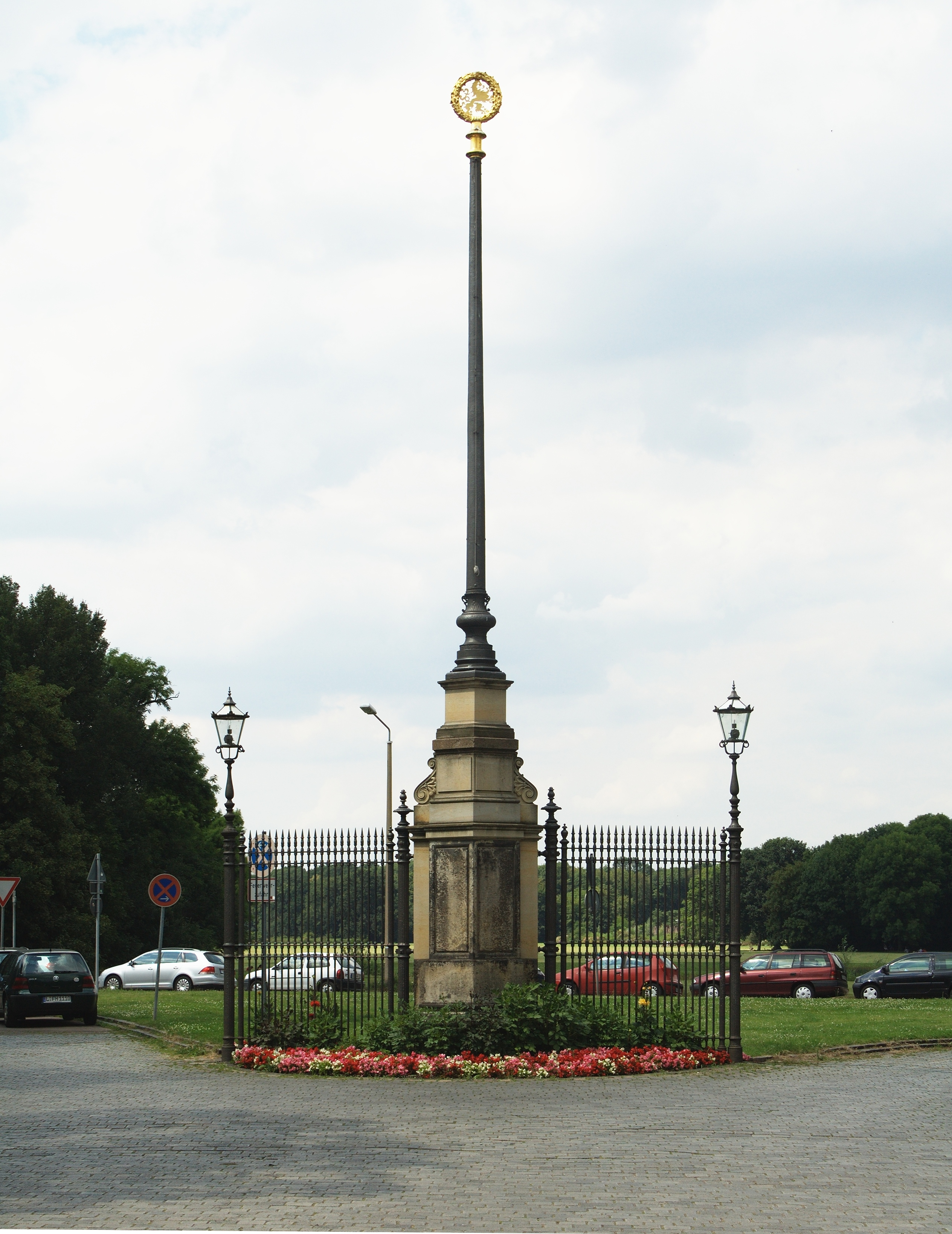
Historischer Eingang zum Rosental

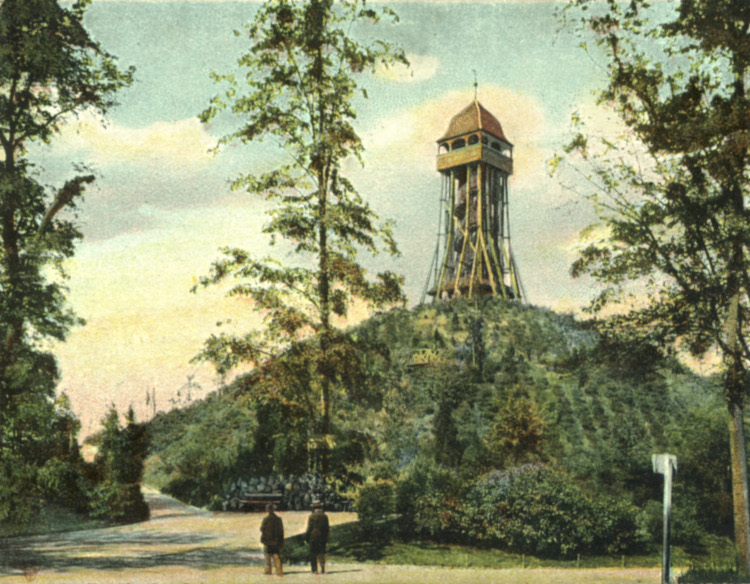
Der Rosentalturm auf dem Rosentalhügel um 1900. Eingeweiht wurde der Turm am 22. Juni 1896.

Erstmals urkundlich erwähnt wurde der Name Rosental im Jahre 1318. Aus dem Besitz der sächsischen Kurfürsten wurde der damalige Wirtschaftswald am 1. September 1663 vom Kurfürsten Johann Georg II. an den Leipziger Rat verkauft. Da die vereinbarte Kaufsumme von 17142 Gulden mit den Schulden des Kurfürsten bei der Stadt verrechnet wurde, blieb dem Verkäufer nur ein Betrag von weniger als 6000 Gulden. Sein Enkel August der Starke focht später diesen Handel an und warf dem Leipziger Rat vor, sich den Vertrag erschlichen zu haben. Der Rat musste daraufhin ab Ende November 1707 mit der Umgestaltung des Rosentals nach einem Plan von Johann Christoph von Naumann beginnen. Die große Wiese und dreizehn strahlenförmige, meist weglose Sichtschneisen (heute noch sechs sichtbar) wurden ins Rosental geschlagen. Die Schneisen waren auf interessante Punkte in der Umgebung ausgerichtet. In ihrem Schnittpunkt sah der Plan außerdem eine aufwendige elfachsige Schlossanlage vor. Da die Finanzierung der Bauten jedoch aus der Kasse der Stadt Leipzig kommen sollte, versuchte der Rat, deren Errichtung mit dem Verweis auf sommerliche Mückenplagen, regelmäßige Überschwemmungen und die vermeintliche Bedrohung durch Räuberbanden zu verhindern. Letzten Endes wurde nur ein hölzerner Aussichtsturm errichtet. Dieser wurde jedoch von August dem Starken während seiner Aufenthalte in Leipzig rege genutzt.

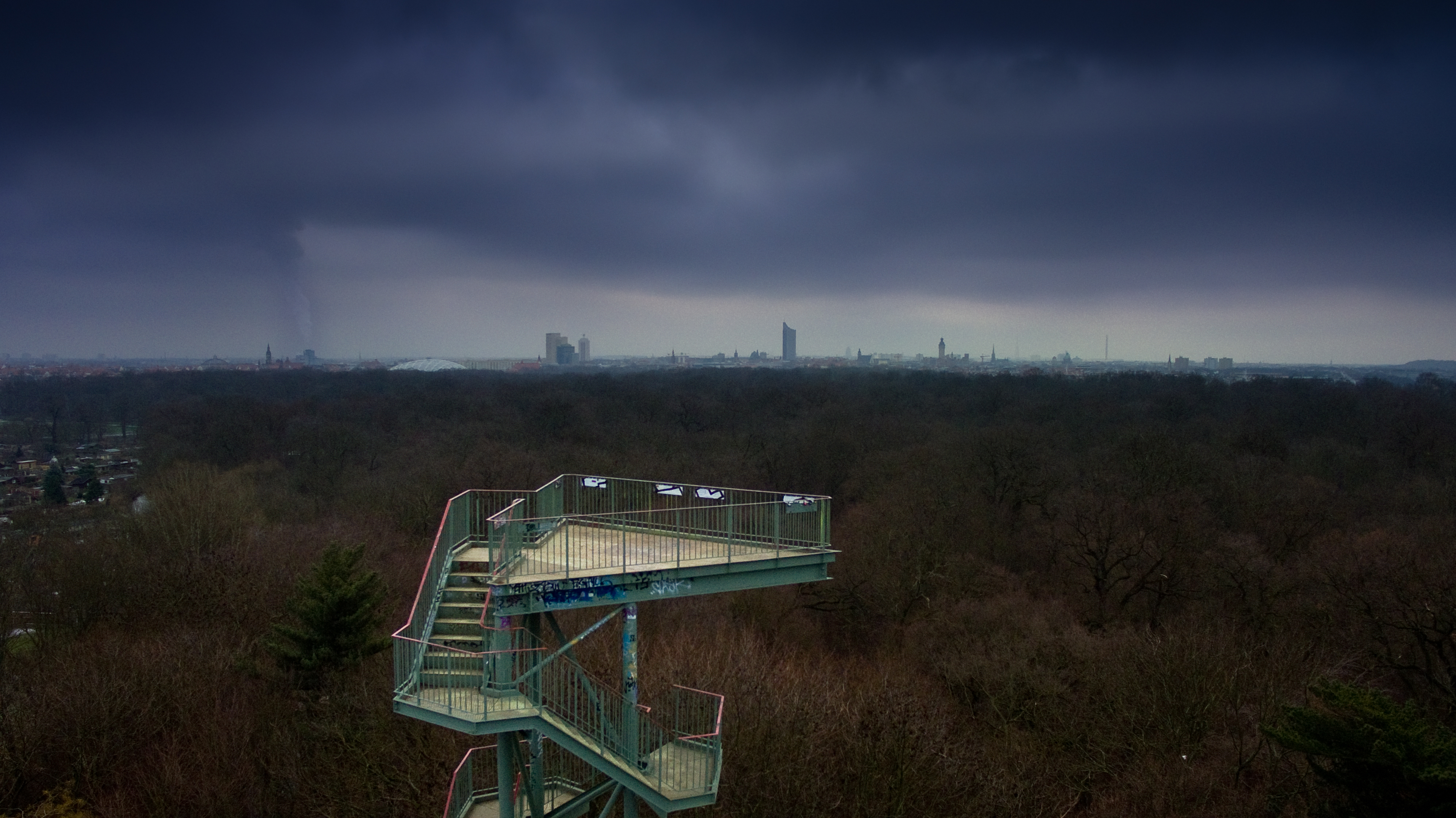
Der neue Rosentalturm mit Blick auf die Innenstadt

1777 wurde auf Anregung des Hofrats Johann Gottlob Böhme der Dammweg angelegt, der erste Spazierweg durch das Rosental. Er führte von Gohlis zum Rosentaltor und wurde in den Jahren 1782 und 1824 noch mit der Eröffnung zweier Cafés (dem Schweizerhäuschen und dem Café Bonorand) für Besucher aufgewertet.
Die heutige parkartige Gestaltung erfuhr das Rosental durch den Gartenkünstler Rudolph Siebeck ab 1837. Ein unregelmäßiges Wegenetz und Neubepflanzungen nahmen dem Park seinen strengen Grundriss.
An seiner Ostseite verlor das Rosental eine größere Fläche durch mehrere Erweiterungen des Leipziger Zoos. Jedoch ist mit der letzten Erweiterung und der damit verbundenen Fertigstellung des sogenannten Zooschaufensters 1976, einer breiten Grabenlinie zwischen Zoo und dem Rosental, ein Einblick in den Tierbestand des Zoos und für Zoobesucher der Ausblick in die Rosentallandschaft möglich.

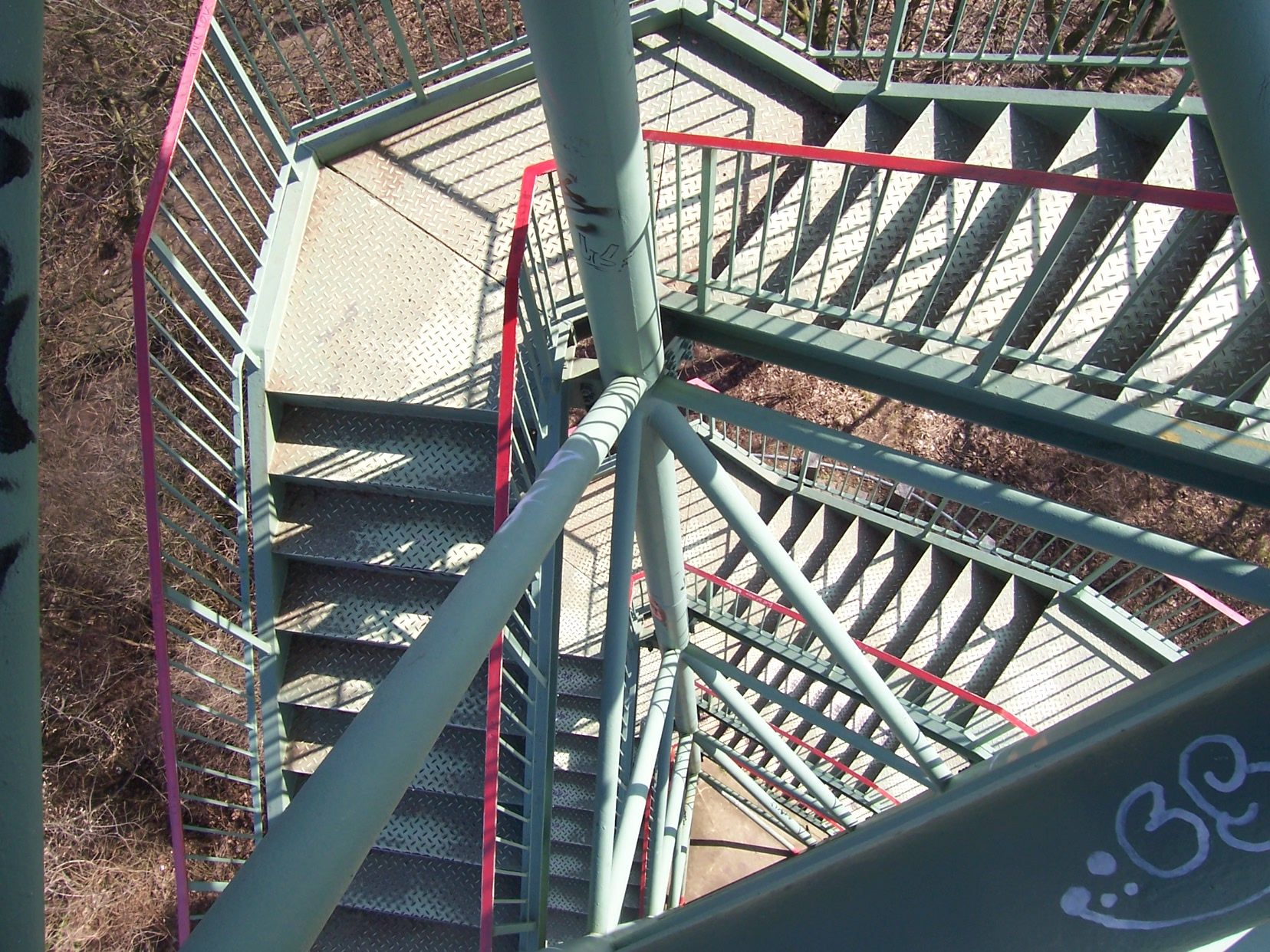
Der neue Rosentalturm

Im Nordwesten des Rosentals befindet sich eine künstliche Anhöhe. In den Jahren 1887 bis 1896 wurden hier 120.000 m³ (60.000 Pferdefuhren) Hausmüll zum 20 m hohen Rosentalhügel („Scherbelberg“) aufgeschüttet. Dieser wurde ab 1895 begrünt und 1896 mit einem 15 m hohen, hölzernen Aussichtsturm nach einem Entwurf von Hugo Licht bebaut. Der Turm brannte in der Folge des schweren Bombenangriffs am 4. Dezember 1943 völlig nieder. An seiner Stelle entstand nach dem Krieg ein Vermessungsturm aus Holz. Seit 1975 steht an dieser Stelle ein neuer, als Stahlkonstruktion ausgeführter 20 m hoher Aussichtsturm.

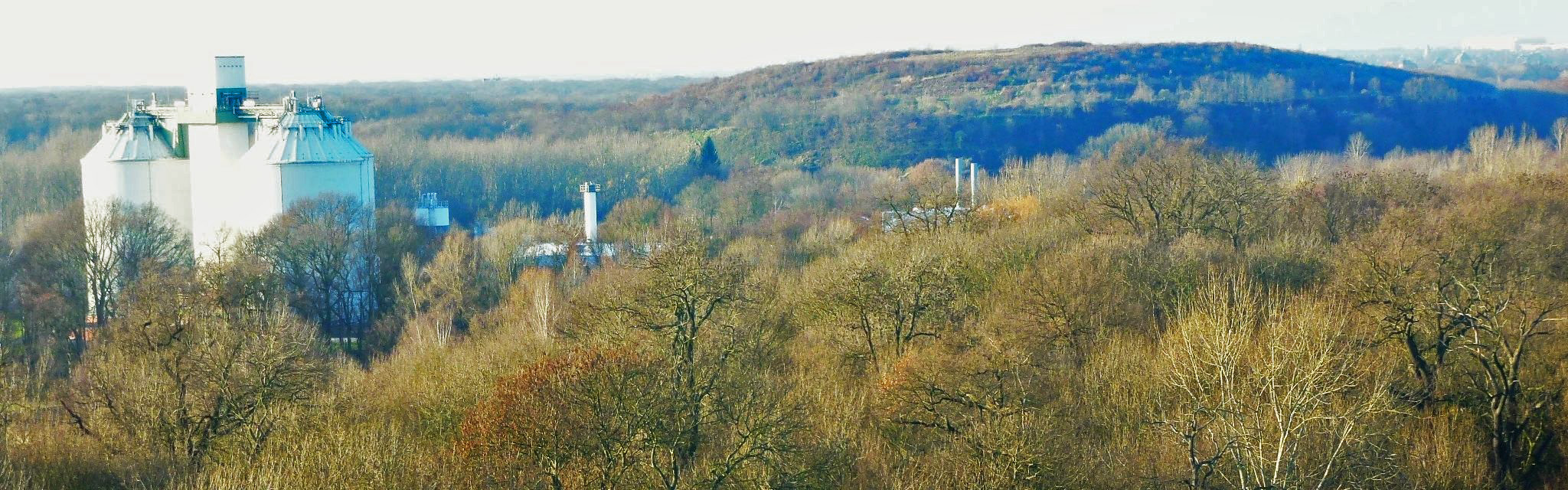
Blick vom Rosentalturm auf das Klärwerk und den Nahleberg

Am nordwestlichen Ende des Rosentals befindet sich das Klärwerk Rosental der Kommunalen Wasserwerke Leipzig, die zentrale Abwasserbehandlungseinrichtung der Stadt Leipzig.
Die Herkunft des Namens Rosental ist bis heute ungeklärt. 1714 schrieb der Chronist Johann Jacob Vogel im Leipzigischen Chronicon:

„Das Rosental hat den Namen von anmutigen, schattichten und lustigen Spaziergängen, gleich wie anderweit lustige und annehmliche Oerter den Namen des Paradieses führen, oder wie Weinberge zu Jena, diesseits des Saalestromes, wegen der Anmuthigkeit, die Rosenberge heißen“

Im Deutschen Wörterbuch der Brüder Grimm wird der Ursprung in einem slawischen Wort vermutet:

„häufig als ortsname. das berühmte rosenthal bei Leipzig (s. ALBRECHT 193b) indes, eine stadtwaldung, hat nichts mit rose zu thun, sondern ist möglicher weise eine volksetymologische entstellung des slav. rozdot, höhlung, tiefe und weite niederung.“

## Trivia
Der aus Leipzig stammende Philosoph und Universalgelehrte Gottfried Wilhelm Leibniz berichtet, dass er in den 1660er Jahren als etwa Fünfzehnjähriger bei Spaziergängen im Rosental einen ersten Wendepunkt seiner philosophischen Entwicklung erlebt habe: Er habe sich damals (vorläufig) entschieden, den im traditionellen aristotelischen Weltbild zentralen Gedanken der Substantiellen Form aufzugeben.

« Etant emancipé des Ecoles Triviales, je tombay sur les modernes, et je me souviens que je me promenay seul dans un boscage aupres de Leipzig, appellé le Rosendal, à l’âge de 15 ans, pour delibérer si je garderois les Formes Substantielles. Enfin le Mechanisme prevalut et me porta à m’appliquer aux Mathematiques. »

„Als ich der Trivialschule entwachsen war, stieß ich auf die modernen [Philosophen], und ich erinnere mich, dass ich mit 15 Jahren allein durch ein Gehölz bei Leipzig streifte, Rosendal genannt, um zu entscheiden, ob ich die Substantiellen Formen beibehalten wolle. Schließlich siegte der Mechanizismus und veranlasste mich dazu, mich mit der Mathematik zu beschäftigen.“

Eine der Zufahrten zum Rosental bildet heute die Leibnizstraße, die im Parkinneren als Leibnizweg fortgesetzt wird.

## Event
Seit 2009 werden auf der großen Wiese des Rosentals jährlich Open-Air-Konzerte im Rahmen von „Klassik airleben“ mit dem Gewandhausorchester veranstaltet, die ein großes Auditorium anziehen.